# Pilica (gromada)
Pilica – dawna gromada, czyli najmniejsza jednostka podziału terytorialnego Polskiej Rzeczypospolitej Ludowej w latach 1954–1972.
Gromady, z gromadzkimi radami narodowymi (GRN) jako organami władzy najniższego stopnia na wsi, funkcjonowały od reformy reorganizującej administrację wiejską przeprowadzonej jesienią 1954 do momentu ich zniesienia z dniem 1 stycznia 1973, tym samym wypierając organizację gminną w latach 1954–1972.
Gromadę Pilica z siedzibą GRN w Pilicy utworzono – jako jedną z 8759 gromad na obszarze Polski – w powiecie olkuskim w woj. krakowskim, na mocy uchwały nr 28/IV/54 WRN w Krakowie z dnia 6 października 1954. W skład jednostki weszły obszary dotychczasowych gromad Pilica, Biskupice, Zarzecze, Kocikowa i Złożeniec ze zniesionej gminy Pilica w tymże powiecie. Dla gromady ustalono 27 członków gromadzkiej rady narodowej.
31 grudnia 1959 do gromady Pilica przyłączono obszar zniesionej gromady Sławniów.
31 grudnia 1961 do gromady Pilica przyłączono wieś Smoleń ze zniesionej gromady Strzegowa.
1 stycznia 1969 do gromady Pilica przyłączono obszar zniesionej gromady Wierbka.
Gromada przetrwała do końca 1972 roku, czyli do kolejnej reformy gminnej. 1 stycznia 1973 reaktywowano gminę Pilica.